# فرانسيسك راينر
فرانسيسك يوزيف راينر (28 ديسمبر 1874 – 4 أغسطس 1944) هو عالم روماني من أصل نمساوي مجري متخصص في علم الأمراض، وعلم وظائف الأعضاء وعلم الإنسان. قادمًا مع عائلته من المهاجرين، حصل راينر على تقدير مبكر لعمله التجريبي في علم التشريح، وساعد في إصلاح العلوم الطبية الرومانية. قضى راينر جل شبابه في تدريب نفسه في علم الأمراض التشريحي وغيره من المجالات الخاصة بالعلوم الطبيعية، ليكتسب خبرة مباشرة كعالم أحياء دقيقة، وجراح وطبيب عسكري. شغل راينر العديد من المناصب التعليمية في جامعة ياش وجامعة بوخارست، حيث أسس العديد من الأقسام التخصصية، وأصبح أحد المروجين البارزين للعلوم ومن أهم المبتكرين في مجاله. قدّم راينر الدراسة التشريحية بعنوان «البنى الوظيفية»، التي تمثل واحدة من أبرز أعماله المفضلة، بالإضافة إلى انشغاله بشكل خاص بالقضايا المهتمة في تطور الجنين وحركات الجسم. أحدث راينر تأثيرًا فكريًا على أجيال عديدة من الأطباء، وكان متزوجًا من مارتا ترانكو راينر، التي تمثل بدورها أول طبيبة جرّاحة في رومانيا.
بالإضافة إلى نهجه التجريبي، يُشتهر راينر كمعلم تربوي ومتحدث عام موهوب، إذ اتخذ العديد من المواقف العلنية دفاعًا عن أفكاره الثقافية والاجتماعية. بعد تعرضه للتشهير من قبل اليمين المتطرف بسبب مواقفه اليسارية، مزج راينر بين التقدمية والحتمية الجينية، وأدان العنصرية العلمية على الرغم من تبنيه علوم تحسين النسل. انخرط راينر بشكل بارز في مشروع ديميتري غوستي لعلم الاجتماع الريفي، إذ ساهم في وضح سجل أنثروبولوجي للعديد من القرى المعزولة على منحدرات الكاربات. خلال حياته، أنشأ راينر أيضًا مجموعة كبيرة من عظام الجماجم والهياكل العظمية، التي أصبحت محور قسم علم الإنسان في بوخارست.

## السيرة الذاتية

### النشأة
وُلد فرانسيسك راينر في بلدة روهوزنا، بالقرب من تشيرنوفتسي، في بوكوفينا الخاضعة للحكم النمساوي. اتبع والداه اللوثرية، لكنهما عمدا ابنهما كروماني كاثوليكي. هاجر والده، غوستاف أدولف إغناتس راينر، إلى المملكة الرومانية القديمة ليعمل كموظف في شركة ستروسبرغ المسؤولة عن بناء سكة الحديد الواصلة بين بوخارست وجورجيو، التي كانت أول خط سكة حديدية في الدولة. أثناء بقائه هناك، استطاع الحصول على منصب في إدارة الشركة الوطنية للسكك الحديدية. وُلدت والدته ماريا (أو آنا) لعائلة دينية وكانت ربة منزل. تلقى ابنهما تعليمه الابتدائي في المنزل من والديه، ثم التحق بمدرسة سانت سافا الثانوية في بوخارست. كان سابا ستيفانيسكو أحد أبرز معلميه إذ ساعده بشكل خاص في العلوم الطبيعية. اهتم راينر بالقراءة على نطاق واسع، وعلّم نفسه اللاتينية واليونانية القديمة بالإضافة إلى تطويره شغفًا بالأعمال الأدبية الخاصة بغوته وفلسفة آرثر شوبنهاور. تخلى راينر على نحو بطيء عن تأثره بشوبنهاور بالتزامن مع اكتشافه هرقليطس، وإرنست هيكل والفكر المادي الكلاسيكي. ساهمت أعمال هؤلاء بتحويله عن هدفه الأصلي في التبشير الكاثوليكي.
في عام 1892، التحق راينر بكلية الطب في جامعة بوخارست. أثناء دراسته هناك، تولى راينر العديد من المهام المهمة من قبل أستاذه في مختبر علم الأنسجة. في عام 1896، حصل راينر على منصب مساعد تدريس مبتدئ في العيادة الطبية في مستشفى كولويا؛ بقي في عمله هذا لما يقارب عقدين من الزمن. خلال هذه المدة، مع انشغاله «بالقضايا الكبرى للكون»، فرض راينر على نفسه برنامجًا صارمًا من أجل الدراسة وممارسة التمارين الرياضية (بما في ذلك ركوب الدراجة، وتسلق الجبال ومبارزة السلاح). كافح راينر من أجل تغطية نفقاته الشخصية، إلا أن ذلك لم يثنيه عن تعميق بحوثه التشريحية، إذ درس مورفولوجيا الإنسان عن كثب وأجرى العديد من التجارب بمختلف تقنيات الاختبار أثناء عمليات التشريح التالية للوفاة، فضلًا عن تأسيسه الجمعية التشريحية الرومانية بهدف مشاركة نتائج تجاربه. حضر راينر أيضًا محاضرات أنجيل ساليني في الكيمياء مدرسة بريدجس، وعمل ككيميائي في مختبر قسطنطين إستراتي، ثم كاختصاصي في علم الأمراض في المدرسة البيطرية. تنقل راينر بين كولويا، وفيلاريت ومدرسة الجراحين المساعدين، إذ شارك في حملة مكافحة لمرض السل. في صيف عامي 1900 و1901، شارك راينر في حملة مكافحة الكوليرا في دلتا الدانوب، ما أعطاه أيضًا الفرصة لدراسة الحياة النباتية والحيوانية المحلية.
أكمل راينر رسالة الدكتوراه الخاصة به في عام 1903، إذ ركز موضوعها بشكل محدد على أحد أنواع مرض تشمع الكبد. مع إجراءه العديد من عمليات التشريح في المستشفى، نجح راينر في اكتشاف هذا النوع لأول مرة؛ في نهاية مناقشة الرسالة، وجه اثنان من أعضائها، د. ستويشيسكو وفيكتور بابيش، تحية زمالة إلى راينر. إلى جانب زميليه السابقين، شمل أساتذته الآخرون كلًا من ألكساندرو أوبريغيا، ونيكولاي كالينديرو، وتوما إيونسكو، وجورجي مارينيسكو، وإيوان كانتاكوزينو ومينا مينوفيتشي. شهد عام 1903 أيضًا زواج راينر، الذي حصل مؤخرًا على الجنسية الرومانية، من مارتا ترانكو، الطبيبة الأرمنية الرومانية التي عملت معه في كولويا. توافق الاثنان في آرائهما العلمية والثقافية بشكل كبير، لتتطور بينهما لاحقًا علاقة عاطفية. بعد استكمالها دراستها، أصبحت مارتا أول طبيبة جرّاحة في رومانيا. وُلدت ابنتهما الوحيدة، صوفيا، في مايو 1904.
خلال تلك الفترة، زار راينر ألمانيا مرتين. كانت الزيارة الأولى في عام 1906 وتضمنت بعض الأعمال في جامعة فريدريك ويليام في برلين داخل مختبرات فيدور كراوزه وأوسكار هيرتويغ، بالإضافة إلى دراسة علم الأجنة والتشريح المقارن. انصب تركيز تجاربه الحيوانية بشكل رئيسي على عملية التعظم. في المعهد التشريحي بقيادة هاينريش فيلهلم فالدير، عمل راينر على تحليل أدمغة الأفراد المنتمين إلى أعراق مختلفة. عاد راينر لزيارة ألمانيا للمرة الثانية في عام 1911، إذ زار متحف الصحة الألماني في درسدن، بالإضافة إلى معهد التشريح في جامعة ينا وفي لايبزيغ. قبل نهاية رحلته، زار راينر منزل غوته أثناء وجوده في فايمار.